# Fredrik von Friesendorff
Fredrik von Friesendorff, född 15 november 1707, död 25 augusti 1770 på Vallstanäs, var en svensk friherre av ätten von Friesendorff och riksråd. Han var son till Carl Gustaf von Friesendorff samt far till ministern Fredrik Ulrik von Friesendorff, till överstelöjtnant Gustaf Didrik von Friesendorff och till överste Adolf von Friesendorff.

## Biografi
von Friesendorff inträdde 1730 i Riksarkivet och 1731 i Utrikesexpeditionen. Han var en tid hovmarskalk hos arvprinsen Adolf Fredrik och blev 1747 landshövding i Västmanlands län. Vid brytningen mellan det unga hovet och hattarna följde Friesendorff de senare. Har var medlem av sekreta utskottet både 1751 och 1755 och utmärkte sig vid sistnämnda riksdag bland hovets främsta motståndare. För sitt ställningstagande belönades han av ständerna som anslog medel till utrikes resor för hans båda söner under fyra år. 
År 1760 blev Friesendorff åter medlem av sekreta utskottet och insattes 1761 i rådet. Han hade redan då börjat skilja sig i åtskilliga frågor från sitt parti, och hans avfall från detsamma blev snart öppet. 1764 röstade han i rådet mot subsidieuppgörelsen med Frankrike. Följden av denna omsvängning var att Friesendorff fick behålla sitt rådsämbete vid hattregeringens fall 1765. Han utnämndes samma år till rikskansliråd och tjänstgjorde efter Carl Gustaf Löwenhielms död 1768 såsom kanslipresident. Vid hattarnas seger 1769 blev Friesendorff jämte de flesta övriga medlemmarna av mössregeringen avsatt från rådsämbetet.